# Мартинш, Жуан
Жуа́н Пе́дру Пи́нту Марти́нш (порт. João Pedro Pinto Martins; 20 июня 1982, Лиссабон) — португальский и ангольский футболист, игрок клуба «РМ Хамм Бенфика» из Люксембурга.

## Клубная карьера
Свою карьеру начал в Португалии, играя за молодёжный состав команды «Лориньян» из города Алверка-ду-Рибатежу. С 2001 года играл в клубах «Шавеш» и «Туризенсе». За время своей карьеры в Португалии, играя в командах не выше второго дивизиона, не показал высоких результатов. В 2007 году он впервые выехал за границу, подписав контракт с российским клубом «Сибирь» из Новосибирска, игравшем в то время в Первом дивизионе. В сибирскую команду попал, по словам самого игрока, практически случайно: на сборах в Турции был на просмотре у разных команд, но больше всего ему понравилась «Сибирь».
В 2009 году переехал в Латвию, подписав контракт с клубом «Вентспилс». Однако, после нескольких месяцев, проведённых в команде, перешёл в «Примейру де Агошту».